# أيون ستورزا
أيون ستورزا (بالمولدوفية: Ion Sturza)‏ (ولد في 9 مايو 1960-) هو سياسي ورجل أعمال مولدوفي، شغل منصب رئيس وزراء مولدوفا في الفترة من 19 فبراير إلى 12 نوفمبر 1999. في 21 ديسمبر 2015، رشحه الرئيس نيكولاي تيموفتي لشغل منصب رئيس الوزراء للمرة الثانية. ومع ذلك، تخلى أيون ستورزا عن التفويض، بعد الاجتماع الذي لم يُعقد بسبب عدم اكتمال النصاب القانوني، والذي كان من المفترض أن تحصل فيه حكومته على الموافقة.